# Vit thunbergia
Vit thunbergia (Thunbergia fragrans) är en art i familjen akantusväxter (Acanthaceae) från Indien och Sri Lanka. Numera spridd till många tropiska områden.
Örtartad perenn klätterväxt. Blad enkla, äggrunda till pil-liknande, vanligen 5-12 cm långa- Blommor ensamma eller i par i bledvecken, de kommer på en lång blomstjälk. De är 4-6 cm i diameter, rent vita utan doft eller ibland med en mycket svag söt doft. Blommar större delen av året.
Artepitetet fragrans (lat.) betyder doftande, vilket är lite märkligt eftersom blommorna vanligen är doftlösa.

## Odling
På grund av sin storlek bäst i växthus, men det går att ha dem i fönstret också. Arten kan odlas i stora krukor i vanlig standardjord. Bör placeras så ljust som möjligt, men kan behöva skydd mot den starkaste solen. Föredrar jämn vattning, men kan torka ut lätt mellan vattningarna. Ge näring varje vecka under vår till höst. Övervintras svalt och torrare, 10-15°C, tål tillfälligt -5°C, men fäller då alla blad. Förökas med frö, sticklingar eller rotsticklingar.

## Synonymer
- Meyenia longiflora Bentham, 1849
- Thunbergia alata var. arnhemica (F.Muell.) Domin, 1929
- Thunbergia angustifolia Buch.-Ham. ex Nees, 1832
- Thunbergia arnhemica F.Muell., 1875
- Thunbergia fragrans f. javanica (Gaertn.f.) C.B.Clarke, 1905
- Thunbergia fragrans var. heterophylla C.B.Clarke , 1884
- Thunbergia fragrans var. laevis (Nees)C.B.Clarke, 1884
- Thunbergia fragrans var. vestita Nees, 1832
- Thunbergia javanica Gaertn.f., 1805
- Thunbergia laevis Nees, 1832
- Thunbergia roxburghia Nees, 1832
- Thunbergia subsagittata Blanco, 1837
- Thunbergia volubilis Persoon, 1806